# Gaswerk Mariendorf

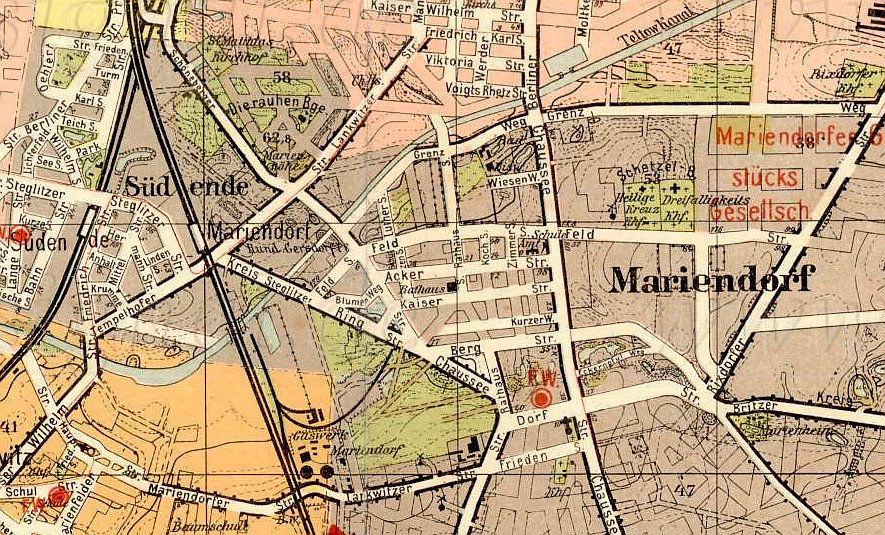
Berlin-Mariendorf mit dem Gaswerkgelände, 1907

Das Gaswerk Mariendorf (auch Gasanstalt Mariendorf) ist ein ehemaliges Gaswerk der Stadt Berlin. Es befindet sich in der Lankwitzer Straße im Ortsteil Mariendorf des Bezirks Tempelhof-Schöneberg.
Das Gaswerk wurde zwischen 1900 und 1901 errichtet und war zu dieser Zeit das größte Gaswerk Berlins. Es versorgte während des 20. Jahrhunderts vor allem die südlichen Gemeinden Berlins mit Stadtgas, das vorrangig für die Gasbeleuchtung genutzt wurde. Angesichts der technologischen Entwicklungen über das 20. Jahrhundert waren mehrere Umbauten des Gaswerks nötig, um den effizienten und anforderungsgerechten Betrieb zu gewährleisten. Im Jahr 1996 wurde das Gaswerk Mariendorf stillgelegt und die Anlagen bis 1999 zurückgebaut; die meisten historischen Gebäude sind dabei erhalten geblieben.
Mittlerweile wurden das Gelände und die historischen Gebäude neu erschlossen und werden unter dem Namen Marienpark Berlin von einer neu gegründeten Kapitalgesellschaft vermarktet. Verschiedene Unternehmen haben sich im Marienpark niedergelassen. So hatte zunächst ein US-amerikanisches Unternehmen eine Craft-Beer-Brauerei mit Ausschank im Marienpark eröffnet, die aber nach kurzer Zeit von einem schottischen Unternehmen übernommen wurde. Die Deutsche Post AG hat auf dem Gelände eine mechanisierte Zustellbasis errichtet. Zudem haben sich verschiedene Start-up-Unternehmen angesiedelt.

## Geschichte

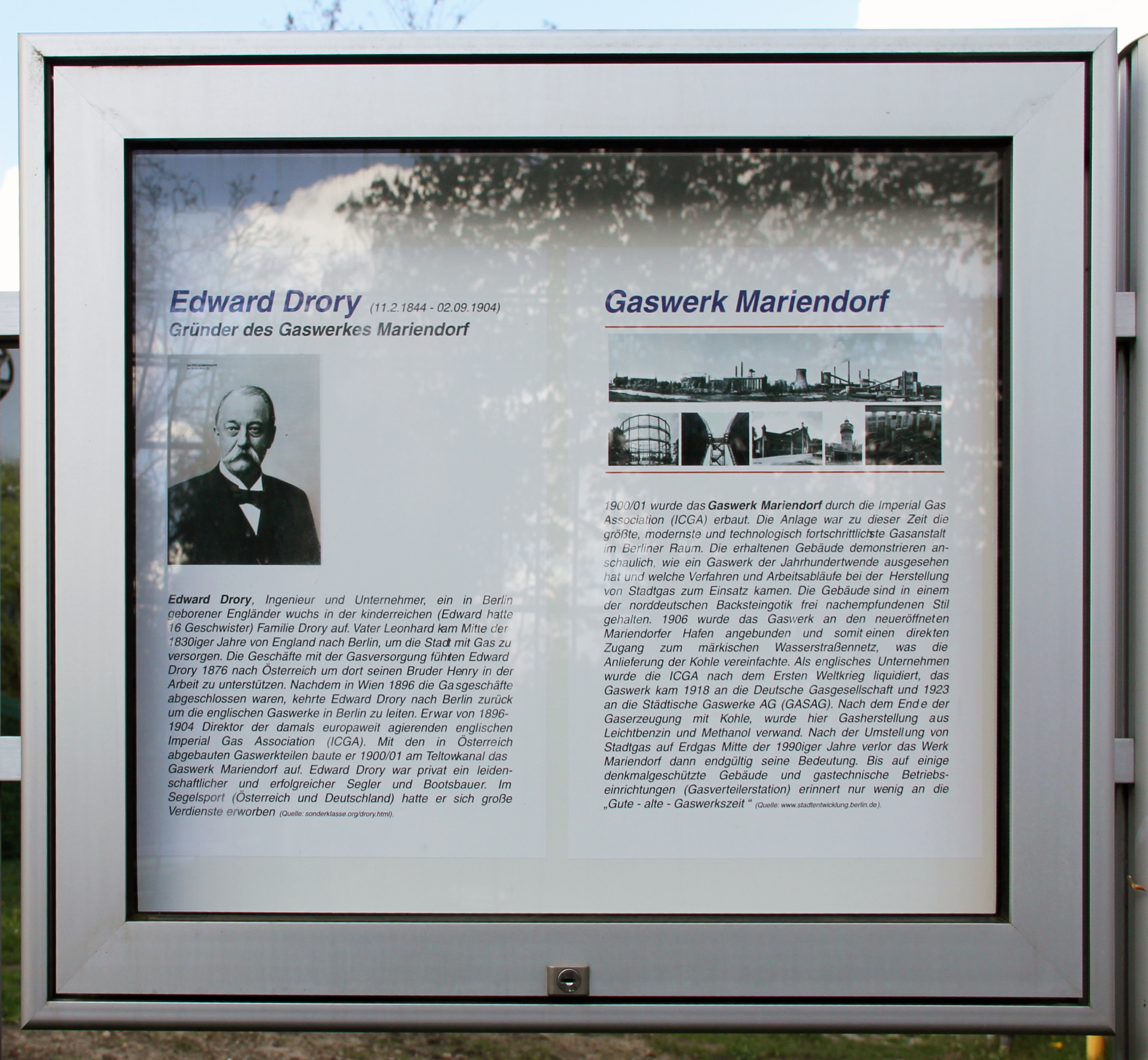
Gedenktafel, Altes Gaswerk Mariendorf, in Berlin-Mariendorf

Hafenkran von Bleichert & Co. für das Gaswerk Mariendorf

Im Jahr 1826 führte die Imperial Continental Gas Association (ICGA) die Gasbeleuchtung in den Straßen Berlins ein. Die ICGA war ein europaweit agierendes Gasversorgungsunternehmen aus London, das in vielen europäischen Großstädten die Versorgung mit Stadtgas übernahm. In Berlin versorgte die ICGA vor allem die südlichen Gemeinden mit Gas. Angesichts des steigenden Bedarfs Ende des 19. Jahrhunderts war es für die ICGA notwendig, ein eigenes Gaswerk im Süden Berlins zu errichten.
Die ICGA beschloss daher den Bau eines neuen Gaswerks in Mariendorf. Mariendorf lag etwa zentral der durch das entstehende Gaswerk zu versorgenden Gemeinden, weshalb es sich als strategischer Standort gut eignete. Als weitere Standortfaktoren kamen die Anbindung an die Bahnstrecke Berlin–Dresden und den Teltowkanal zum Tragen. 1899 erwarb die Association daher ein Gelände, das zwischen Teltowkanal, der Berlin–Dresdener Eisenbahnstrecke, der Lankwitzer Straße und der Ringstraße gelegen war. Es war vor allem das Verdienst von Adolf Lewissohn, einem Kaufmann und Immobilienmakler aus Mariendorf sowie Gründer des dortigen Seebads, die einzelnen Besitzer aus Lankwitz und Mariendorf gemeinsam dazu zu bringen, die ca. 300 Morgen große Fläche an die Imperial Continental Gas Association zu verkaufen.
Der Bau begann im Jahr 1900 und wurde 1901 abgeschlossen. Das neue Gaswerk wird als „die zur Bauzeit größte, modernste und technologisch fortschrittlichste Gasanstalt im Berliner Raum“ bezeichnet. Als Direktor des Gaswerks wurde Edward Drory ernannt. Sein Ziel war es, durch einen für damalige Zeiten hohen Mechanisierungsgrad der Technologien im Gaswerk die Arbeitsbedingungen für die Arbeiter im Gaswerk zu verbessern und ihnen die körperlich schwere Arbeit zu erleichtern.
Das Gaswerk in Mariendorf war auf die Stadtgasproduktion aus Kohle durch Entgasung ausgelegt. 1906 eröffnete am damals neu erbauten Teltowkanal der Hafen Mariendorf, wodurch das Gaswerk an das brandenburgische Wasserstraßennetz angeschlossen wurde. Hierdurch war die Anlieferung der dazu notwendigen Steinkohle aus Schlesien deutlich erleichtert. Mit der Oder und dem 1897 verbreiterten Oder-Spree-Kanal stand hierzu ein direkter Wasserweg zur Verfügung. Zur Entladung und zum Weitertransport der Kohle auf dem Gaswerksgelände kamen Hafenkräne, eine Hängebahn und Lagerplatzkräne der Leipziger Firma Adolf Bleichert & Co. zum Einsatz.
Im Anschluss an das Ende des Ersten Weltkriegs im Jahr 1918 wurde die ICGA liquidiert. Das Gaswerk Mariendorf wurde daraufhin von der Deutschen Gasgesellschaft übernommen. Fünf Jahre später übernahm die Berliner Gaswerke AG (GASAG), die bis heute für die Gasgrundversorgung in Berlin zuständig sind, das Gaswerk.
In den Folgejahren lief die Produktion im Gaswerk unter hoher Auslastung. Das Gaswerk wurde mehrfach baulich erweitert, um den steigenden Anforderungen gerecht zu werden. 1922 wurden neue Wohn- und Verwaltungsgebäude errichtet, 1936 wurde die Gebäudegruppe um das Gasmesser- und Reglerhaus erweitert. 1968 und 1969 wurden zwei Kugelgasbehälter sowie der Neue Wasserturm installiert.
Ab etwa 1960 wurde die Produktion von Stadtgas durch Entgasung von Kohle zunehmend unattraktiv und durch die Herstellung von Gas durch andere Methoden verdrängt. Dieser Entwicklung trug auch die GASAG Rechnung und errichtete während der 1960er und 1970er Jahre Anlagen zur Gasgewinnung aus Methanol und Leichtbenzin. Im Jahr 1980 wurde die Gasgewinnung aus Kohle im Gaswerk Mariendorf schließlich völlig eingestellt und das produzierte Gas ausschließlich aus Methanol und Leichtbenzin gewonnen.
Schon bald verlor Stadtgas in Berlin erheblich an Bedeutung. In den 1990er Jahren wurde die Gasversorgung Berlins sukzessive von Stadtgas auf Erdgas umgestellt, weshalb die Notwendigkeit eines Gaswerks entfiel. Im Jahr 1996 wurde das Gaswerk Mariendorf stillgelegt; bis 1999 erfolgte der Rückbau.
Am 12. Dezember 2010 wurde der Dachstuhl einer 5000 m² großen denkmalgeschützten Halle, die als Lager und Werkstatt genutzt wurde, durch ein Feuer komplett zerstört.

## Gestaltung und Architektur

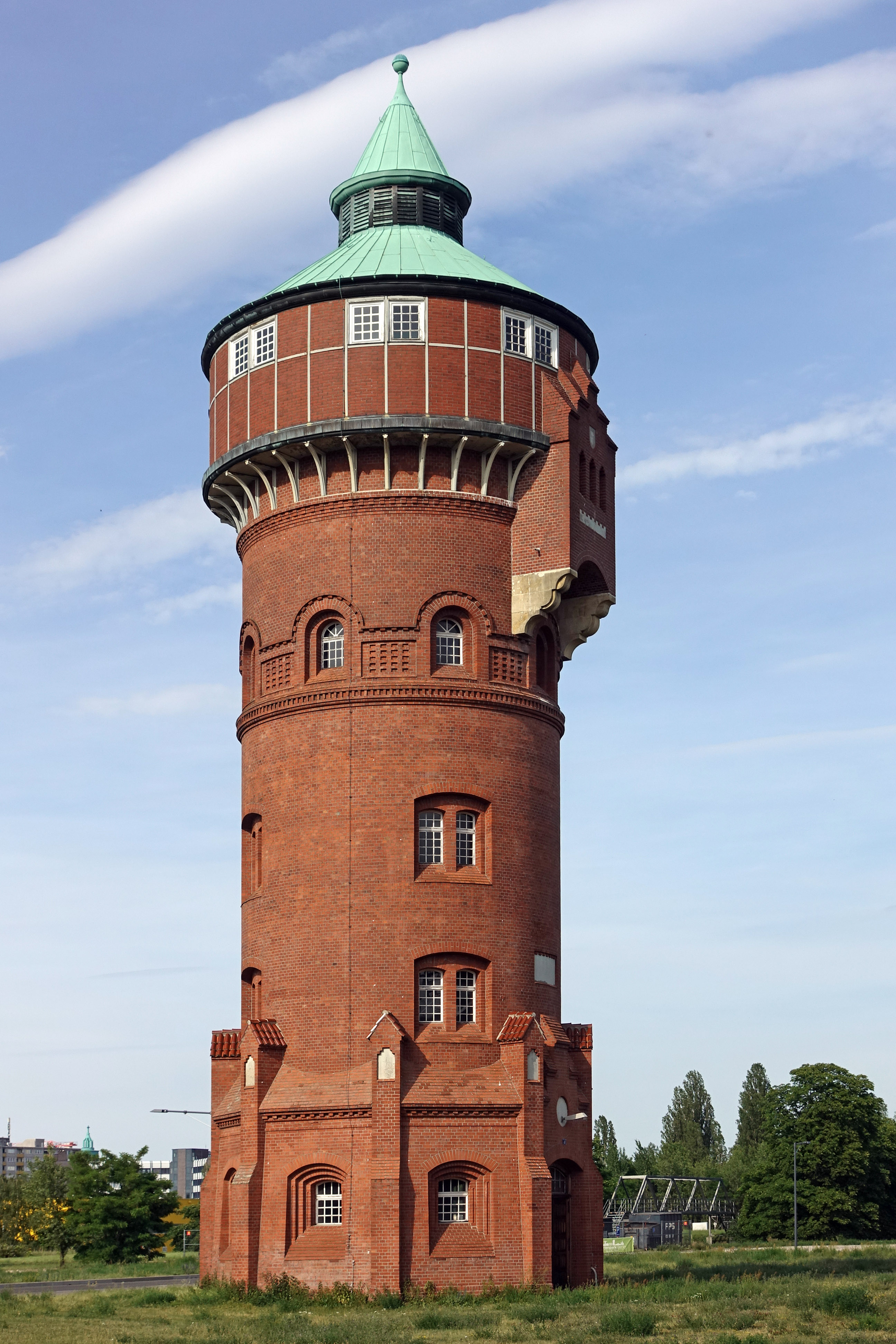
Alter Wasserturm des Gaswerks Mariendorf, erbaut zwischen 1900 und 1901

Die äußerliche Gestaltung der Gebäude wurde der norddeutschen Backsteingotik nachempfunden. Fabrikplanerisch wurden die einzelnen Gebäude entsprechend der notwendigen Prozessschritte der Gaserzeugung angeordnet, um den Aufwand für die Logistik zu minimieren. So erfolgte die Anlieferung und Lagerung der Ressourcen im Norden des Geländes; von Nord nach Süd waren die Fabrikation, Reinigung, Speicherung und Verteilung angeordnet. Bis heute sind alle Gebäude bis auf die Retortenhäuser, in denen die Verbrennung und Entgasung der Kohle – und damit der eigentliche Produktionsprozess des Gases – stattfand, erhalten.
Die Architektur des Gaswerks stammt von der Architektensozietät Schulz & Schlichting. Die Umbauten und Erweiterungen, die ab dem Jahr 1903 am Gaswerk vorgenommen wurden, war der Architekt Paul Karchow verantwortlich.
Das Gaswerk bestand insgesamt aus rund 25 verschiedenen Gebäuden. Die Mehrzahl dieser Gebäude wurde während der Errichtung des Gaswerks zwischen 1900 und 1901 errichtet. Besonders markant ist hierbei der Alte Wasserturm mit einer Höhe von rund 29 Metern. Zudem wurde ein Teleskop-Niederdruck-Gasbehälter installiert, der bereits 1892 für ein Gaswerk in Wien errichtet, dort demontiert und in Mariendorf wieder montiert wurde. Die Stahlkonstruktion dieses Gasbehälters ist bis heute erhalten. Ein zweiter Gasbehälter wurde 1905 errichtet und 1996 abgerissen.
Der 1969 errichtete Neue Wasserturm hat architektonisch keine Verwandtschaft zum Alten Wasserturm. Der Neue Wasserturm wurde südlich des alten Turms errichtet und besteht aus einem schmalen grauen Betonsockel und kegelförmigem Wasserbehälter, sodass er insgesamt pilzförmig wirkt. Die ungefähr zur selben Zeit errichteten Kugelgasbehälter sind durch ihre Größe sehr markant und ebenfalls bis heute erhalten.

## Heutige Nutzung

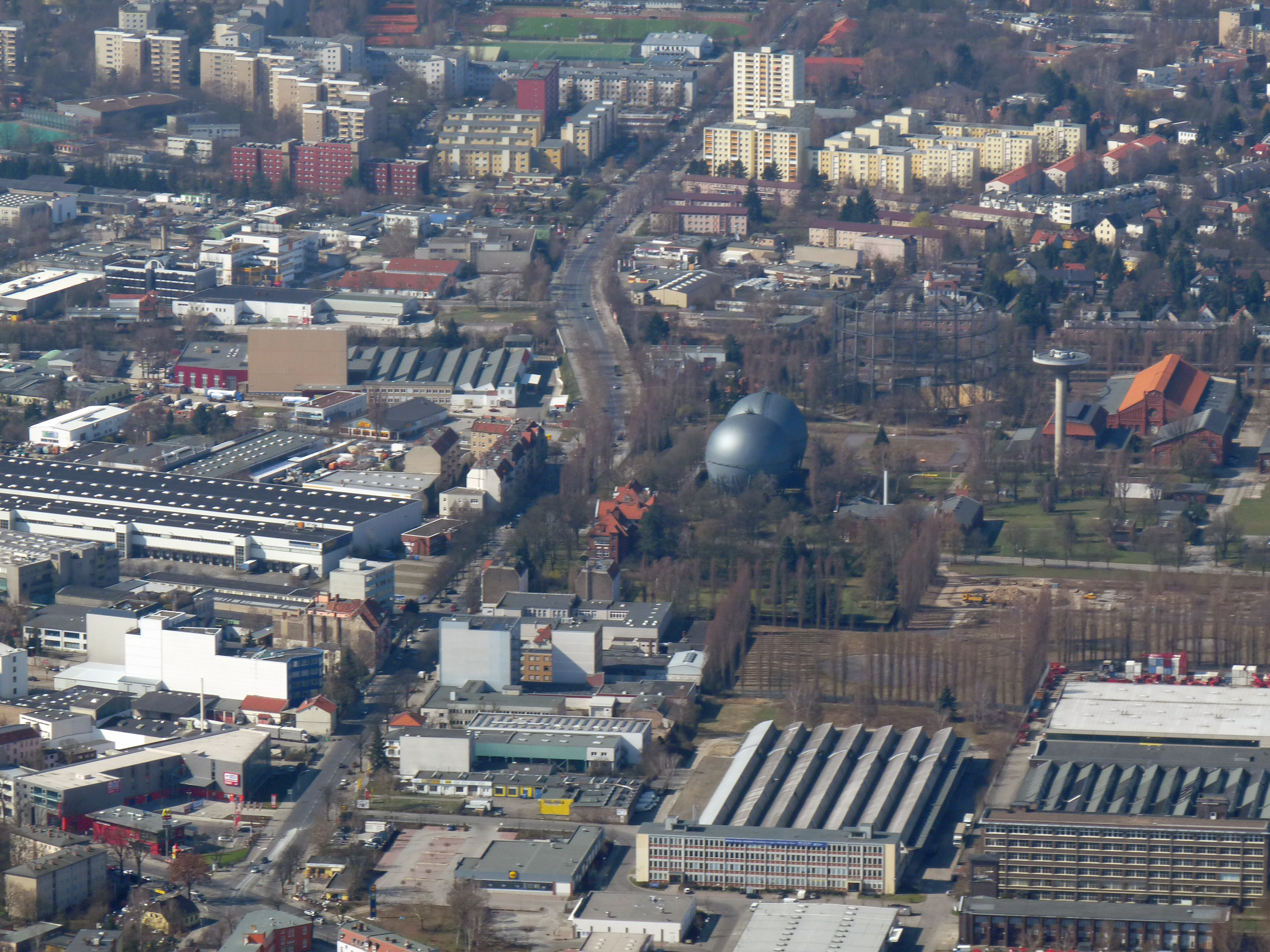
Luftbild auf das stillgelegte Gaswerk Mariendorf, April 2010. Zu erkennen sind besonders das Stahlgerüst des Gasometers und die zwei Kugelgasbehälter.

Die GASAG errichtete auf der Fläche des Gaswerks Mariendorf für eine Investitionssumme von rund 4,3 Millionen Euro eine große Freiflächen-Photovoltaikanlage. Sie besteht aus 7756 Solarmodulen und ging Anfang des Jahres 2011 in Betrieb. Die maximale Nennleistung der Anlage beträgt zwei Megawatt.
Im Jahr 2013 erwarb die BMDF Gewerbepark Berlin-Mariendorf GmbH & Co. KG große Teile des Geländes von der GASAG, die Vermarktung erfolgt unter dem Namen Marienpark Berlin. Die Kapitalgesellschaft verwaltet und vermarktet den Standort als Gewerbepark für Unternehmen. Neben der Deutschen Post DHLhaben sich auch verschiedene Start-up- und Kleinunternehmen angesiedelt. Das US-amerikanische Unternehmen Stone Brewing sanierte eine große Ziegelhalle des alten Gaswerks und eröffnete dort 2016 eine Craft-Beer-Brauerei mit Ausschank. Bereits im Frühjahr 2019 schloss der Ausschankbetrieb. Im Herbst 2019 wurde dieser Standort von der deutschen Niederlassung der BrewDog Brauerei aus Schottland übernommen.